# 제카이 악사칼르
제카이 악사칼르 중장(튀르키예어: Zekai Aksakallı, 1962년 에르주룸 ~ )은 튀르키예 특수사령부의 사령관으로 그는 튀르키예 육군사관학교를 졸업했다.

## 생애
에르주룸에서 태어난 제카이 악사칼르는 17세에 에르주룸 고등학교에 입학해 IAAF 세계 국가 대항 챔피언십에서 터키 대표로 참여했다. 영어를 구사할 수 있으며 1984년부터 터키 육군에 복무하고 있다. 2013년부터 터키 특수부대에서 복무하고 있다.
2016년 7월 15일 쿠데타 시도(2016년 터키 쿠데타 미수)를 막은 주요한 공로로 2016년 7월 28일 터키 군사평의회에서 중장으로 진급했다. 그는 귈렌 운동의 쿠데타 시도에 대응할 당시 "테러리스트는 성공하지 못할 것"이라고 이야기해 터키 대중들의 관심을 끌기도 했다.